# Chiến dịch Loire (1429)
Chiến dịch Loire hay đôi khi còn gọi là Chiến dịch của Jeanne d'Arc là một chiến dịch của cuộc Chiến tranh Trăm Năm diễn ra từ cuối năm 1428 đến năm 1429, với hai phe tham chiến là Vương quốc Pháp và Vương quốc Anh. Nó bắt đầu bằng trận vây hãm Orléans và kết thúc trận Patay. Chiến dịch Loire là một chiến thắng quyết định đối với người Pháp và là một bước ngoặt của cuộc chiến tranh Trăm Năm: Pháp từ phía bị động yếu thế đã tiến lên giành thế chủ động và cuối cùng giành chiến thắng chung cuộc vào năm 1453. Chiến dịch này cũng gắn liền với sự nghiệp huyền thoại của Jeanne d'Arc - người chỉ huy nó và cũng là vị nữ anh hùng dân tộc của nước Pháp.